# Hipismo nos Jogos Pan-Americanos de 2015 - Adestramento por equipes
A competição do adestramento equipe foi um dos eventos do hipismo nos Jogos Pan-Americanos de 2015. Foi disputada no Parque Equestre Pan-Americano OLG, em Toronto entre 11 e 12 de julho.

## Calendário
Horário local (UTC-4).
| Data        | Horário | Fase               |
| ----------- | ------- | ------------------ |
| 11 de julho | 9:00    | Grand Prix         |
| 12 de julho | 9:00    | Grand Prix Special |

## Medalhistas
|  | USA Estados Unidos                                                                                         |  | CAN Canadá |  | BRA Brasil |
|  | Sabine Schut-Kery (Sanceo) Kimberly Herslow (Rosmarin) Laura Graves (Verdades) Steffen Peters (Legolas 92) |  | Christopher von Martels (Zilverstar) Brittany Fraser (All in) Megan Lane (Caravella) Belinda Trussell (Anton) |  | Leandro Aparecido da Silva (Di Caprio) Sarah Waddell (Donelly 3) João Victor Marcari Oliva (Xama dos Pinhais) João Paulo dos Santos (Veleiro do Top) |

## Resultados
| Pos.              | Nacionalidade      | Ginete                                                                                   | Cavalo                                              | PG / GP Pontos                  | PG / GP Pontos | PG / GP Pontos | Int I / GPS                     | Int I / GPS | Int I / GPS | Total   |
| Pos.              | Nacionalidade      | Ginete                                                                                   | Cavalo                                              | Individual                      | Equipe         | Pos.           | Individual                      | Equipe      | Pos.        | Total   |
| ----------------- | ------------------ | ---------------------------------------------------------------------------------------- | --------------------------------------------------- | ------------------------------- | -------------- | -------------- | ------------------------------- | ----------- | ----------- | ------- |
| Medalha de ouro   | USA Estados Unidos | Sabine Schut-Kery Kimberly Herslow Laura Graves Steffen Peters                           | Sanceo Rosmarin Verdades Legolas 92                 | # 71.790 75.184 76.580* 78.740* | 230.504        | 1              | # 73.553 77.158 78.677* 74.167* | 230.002     | 1           | 460.506 |
| Medalha de prata  | CAN Canadá         | Brittany Fraser Christopher von Martels Belinda Trussell Megan Lane                      | All In Zilverstar Anton Caravella                   | 76.105 75.026 74.940* # 72.400* | 226.071        | 2              | 76.079 76.210 76.578* # 72.892* | 228.867     | 2           | 454.938 |
| Medalha de bronze | BRA Brasil         | Leandro Aparecido da Silva João Victor Marcari Oliva João Paulo dos Santos Sarah Waddell | Di Caprio Xama dos Pinhais Veleiro do Top Donelly 3 | 69.474 69.184 67.842 # 65.632   | 206.500        | 4              | 69.026 69.211 70.158 # 67.184   | 208.395     | 3           | 414.895 |
| 4                 | MEX México         | Jesús Palacios Bernadette Pujals José Luis Padilla                                       | Wizard Banamex Heslegaards Rolex Donnesberg         | 69.526 70.940* 66.237           | 206.703        | 3              | 69.500 69.422* 66.842           | 205.764     | 4           | 412.467 |
| 5                 | ARG Argentina      | Maria Manfredi Micaela Mabragana Cesar Lopardo Grana Maria Ugalde                        | Bandurria Kacero Granada Tyara Caquel Cautivo       | 68.658 68.720* 64.700* # 60.658 | 202.078        | 5              | 69.369 67.167* 64.480* # 61.421 | 201.016     | 5           | 403.094 |
| 6                 | COL Colômbia       | Bernal Raul Corchuelo Marco Bernal Juan Sanchez de Brigard Maria Aponte González         | Beckham Farewell IV First Fisherman Prety Woman     | 69.237 67.921 62.658 # 57.789   | 199.816        | 7              | 67.658 66.921 62.289 # 0.000    | 196.868     | 6           | 396.684 |
| 7                 | GUA Guatemala      | Esther Mortimer Jones Andrea Schorpp Pinot Alexandra Domínguez Margarita de Castillo     | Adajio Zedrick Dyloma Beijing A Quanderus           | 70.290 65.368 64.184 # 61.579   | 199.842        | 6              | 67.053 63.237 61.500 # 62.026   | 191.790     | 10          | 391.632 |
| 8                 | VEN Venezuela      | Irina Moleiro de Muro Alejandro Gomez Sigala Patricia Ferrando Zilio                     | Von Primaire Zalvador Alpha's Why Not               | 65.500 66.105 63.158            | 194.763        | 8              | 66.632 64.210 65.447            | 196.289     | 7           | 391.052 |
| 9                 | CRC Costa Rica     | Christer Egerstrom Anne Egerstrom Michelle Batalla Navarro                               | Bello Oriente Amorino Vivi Light                    | 66.790 66.053 61.868            | 194.711        | 9              | 66.658 63.552 62.026            | 192.236     | 9           | 386.947 |
| 10                | CHI Chile          | Virginia Yarur Julio Fonseca Oscar Coddou Manuel Montero                                 | Finn Wettkonig Favory Duba 66 Everybody Dance Now   | 69.158 60.947 62.579 # 58.842   | 192.684        | 10             | 70.210 61.947 60.237 # 61.868   | 192.394     | 8           | 385.078 |

# - Pontuação de Rider não contabilizados no total da equipe 
* -  Inclui 1,5% de Bónus para Riders grande turnê 